# 蒙惠
蒙惠（1461年—？），字允濟，廣西梧州府蒼梧縣人，民籍，明朝政治人物。

## 生平
廣西鄉試第十二名舉人。弘治三年（1490年）中式庚戌科會試第二百八十一名，三甲第一百四十名進士。授新興縣知縣。正德五年接替張嵿任兴化府知府一职，正德十年由张琦接任。

## 家族
曾祖蒙壽遠；祖父蒙保；父蒙全，母杜氏。